# Bemelen
Bemelen (en limbourgeois Bieëmele) est un village néerlandais situé dans la commune d'Eijsden-Margraten, dans la province du Limbourg néerlandais. Le 1er janvier 2005, le village comptait 370 habitants.

## Histoire
Le 1er janvier 1982, la commune de Bemelen perd son indépendance. Elle est rattachée à la commune de Margraten, dont le village fait toujours partie.